# Culicoides diabolicus
Culicoides diabolicus är en tvåvingeart som beskrevs av Hoffman 1925. Culicoides diabolicus ingår i släktet Culicoides och familjen svidknott. Inga underarter finns listade i Catalogue of Life.